# Château du Grand Luçay
Le château du Grand Luçay est un château situé à Agonges (France).

## Localisation
Le château est situé sur la commune d'Agonges, dans le département de l'Allier, en région Auvergne-Rhône-Alpes.

## Description
Le château du Grand Luçay est actuellement une maison bourgeoise. Le bâtiment d’habitation se compose d'un corps de logis de forme rectangulaire. Les deux niveaux du logis suivent l’ordonnance classique et la pierre utilisée donne un bel effet avec les toitures couvertes d’ardoises bleues. Le château est situé près de la Burge, un ancien pont romain est à proximité.

## Historique
Le château est un ancien logis sur motte, du XVIIIe siècle, remanié à la fin du XIXe siècle.